# Felicjan Płochocki
Felicjan Płochocki herbu Ossoria – pisarz ziemski warszawski w 1710 roku, łowczy warszawski w 1703 roku.
Poseł na sejm 1703 roku z ziemi warszawskiej. 